# Hans Caspar Hirzel (Politiker, 1751)

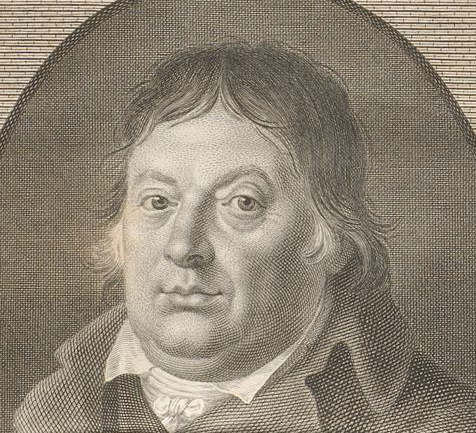
Hans Caspar Hirzel (1751–1817), aus einer Publikation von 1818

Hans Caspar Hirzel (auch: Hans Kaspar Hirzel; * 3. September 1751 in Zürich; † 10. Juli 1817 in St. Gallen) war ein Schweizer Arzt und Politiker aus Zürich. Er war Gründer und langjähriger Vorsteher der Zürcher Hülfsgesellschaft sowie Gründer der Schweizerischen Gemeinnützigen Gesellschaft.

## Leben
Hirzel wird 1751 in Zürich als Sohn des Zürcher Arztes und Schriftstellers Hans Caspar Hirzels und Anna Maria Ziegler geboren. Sein Vater ist Oberstadtarzt, Mitglied des grossen Rates in Zürich sowie Mitbegründer und erster Vorsteher der Helvetischen Gesellschaft.
1774 heiratet Hirzel Salomea Hottinger, die Tochter des Stadt-Leutnants Johann Ulrich Hottinger. Der Ehe entspringen fünf Kinder, von denen allerdings zwei bereits im Kindesalter und zwei weitere vor dem Erreichen des 25. Lebensjahres versterben. Nur dem jüngsten Sohn, Johann Caspar, gelingt es, eine eigene Familie zu gründen, bevor auch er im Alter von 29 Jahren einer Krankheit erliegt.
Wie sein Vater schlägt auch Hirzel die Ärztelaufbahn ein, übernimmt später dessen Praxis und bekleidet ab 1803, als Nachfolger seines Vaters, die Stelle des Oberstadtarztes. Wie der Vater ist auch der Sohn politisch aktiv. 1780 wird er erstmals in den Grossen Rat gewählt und später wiederholt als Ratsmitglied bestätigt (1798, 1803, 1814). Daneben bekleidet er verschiedene öffentliche Ämter und ist Mitglied etlicher Kommissionen.
Als das Elend unter der Bevölkerung infolge der Besetzung Zürichs durch die französischen Truppen zunimmt und der Staat ausser Stande ist, sich der Armen anzunehmen, trifft Hirzel Vorbereitungen zur Gründung einer wohltätigen Organisation, um die Not zu lindern. 1799 wird auf Hirzels Initiative hin die Hülfsgesellschaft ins Leben gerufen und Hirzel zu deren Vorsteher gewählt. Die neu gegründete Organisation soll sich vornehmlich um die Versorgung der Bedürftigen, insbesondere der Kriegsgeschädigten, mit Nahrungsmitteln und Kleidern kümmern. Hirzel und seinem Kreis von Freunden gelingt es, die Hülfsgesellschaft nachhaltig als wohltätige Organisation zu etablieren.
Seine schweizweiten Kontakte nutzend, über die er dank seinem Vater verfügte und die er im Rahmen seiner Tätigkeit als Vorsteher der Zürcher Hülfsgesellschaft weiter ausbauen konnte, macht sich Hirzel für die Schaffung einer Dachorganisation der gemeinnützigen Gesellschaften stark. 1810 kommt es zur Gründung der Schweizerischen Gemeinnützigen Gesellschaft.
Hirzel stirbt am 10. Juli 1817 im Hause seines Schwagers in St. Gallen.

## Werke
- Lese-Buch für das Frauenzimmer über die Hebammenkunst. Den Hebammen der Stadt und Landschaft Zürich bestimmt und gewiedmet von ihrem dermaligen Lehrer, Hans Caspar Hirzel, Sohn, der Arzneykunst Doktor, Mitglied der grossen Raths der Republik Zürich, der Natur-forschenden Gesellschaft in Zürich ordentlichen und der ökonomischen Gesellschaft in Leipzig correspondierenden Mitgliede. Zürich: Johann Caspar Füessli 1784. Digitalisat auf e-rara.
- Geschichte der Arbeiten der Zürcherischen Hülfs-Gesellschaft, in drey Reden, welche ihr Vorsteher H.K. Hirzel, M.D. jun. by den drey Jahres-Feyern, in den Herbstmonaten 1800, 1801, und 1802 vorgelesen hat. Zum Besten dieser der vaterländischen Armuth gewidmeten Anstalt herausgegeben von der Gesellschaft. Zürich: Orell, Füssli und Compagnie 1903. Digitalisat auf Google Books.